# Trabant
El Trabant (satélite en alemán) es un automóvil de bajo coste producido por el fabricante VEB Sachsenring Automobilwerke Zwickau, Sajonia. Fue en su tiempo el vehículo más común en la República Democrática Alemana, siendo también exportado a otros países incluso fuera del bloque comunista.

## Características
Su carrocería era de duroplast (un tipo de plástico creado a partir de fibras naturales como el algodón) y su motor, de dos cilindros a dos tiempos. Contaba con espacio para cuatro adultos y equipaje, era compacto, ligero y duradero.

## Historia
De los pocos modelos de automóviles a los que los alemanes orientales tenían acceso, el Trabant era el más barato (unos 10 000 marcos orientales). Para adquirir un Trabant había que apuntarse en una lista y esperar hasta 13 años o acudir al mercado negro.
Dado que había que esperar tanto tiempo para obtener un Trabant, los nuevos propietarios solían ser muy cuidadosos en la conducción y el mantenimiento del coche, y habitualmente llegaban a ser muy habilidosos reparándolo. La vida media de un Trabant era de 28 años.
Los Trabant usados eran a menudo vendidos a un precio más alto que los nuevos, ya que estaban disponibles inmediatamente y libraban de la lista de espera. El nombre Trabant significa en alemán "satélite"; popularmente se le llamaba Trabbi. Se dejó de fabricar en 1991.

## Variantes
- Trabant 600 - Producido entre 1960 y 1965
- Trabant 601 - Producido entre 1966 y 1990
- Trabant 1.1 - producido cortamente entre algunos meses del periodo 1990 - 1991